# ناتالیا مدودوا (تنیس‌باز)
 ناتالیا مدودوا (اوکراینی: Наталія Медведєвa؛ زادهٔ ۱۵ نوامبر ۱۹۷۱) یک تنیس‌باز اهل اتحاد جماهیر شوروی سوسیالیستی است.